# Michael Blackwood
Michael Blackwood (ur. 29 sierpnia 1976) – jamajski lekkoatleta, sprinter, czterystumetrowiec, medalista igrzysk olimpijskich i mistrzostw świata. Reprezentował swój kraj trzykrotnie na igrzyskach olimpijskich (Sydney, Ateny, Pekin).
Wszystkie indywidualne sukcesy osiągnął w biegu na 400 metrów :
- 1. miejsce na Igrzyskach Wspólnoty Narodów (Manchester 2002)
- zwycięstwo w Finale Grand Prix IAAF (Paryż 2002)
- 1. miejsce podczas Pucharu Świata w Lekkoatletyce (Madryt 2002)
- 4. miejsce na Mistrzostwach Świata w Lekkoatletyce (Paryż 2003)
- 8. miejsce podczas letnich igrzysk olimpijskich (Ateny 2004)
- 1. miejsce na Światowym Finale IAAF (Monako 2004)

Największe sukcesy Blackwooda związane są jednak z występami w sztafecie 4 x 400 metrów razem z kolegami z reprezentacji Jamajki :
- srebro (po dyskwalifikacji pierwszych na mecie Amerykanów za doping jednego z biegaczy) na Igrzyskach Olimpijskich (Sydney 2000)[1]
- brąz podczas Halowych Mistrzostw Świata w Lekkoatletyce (Edmonton 2001)
- złoto na Halowych Mistrzostwach Świata w Lekkoatletyce (Birmingham 2003)
- srebro podczas Mistrzostw Świata w Lekkoatletyce (Paryż 2003) – po dyskwalifikacji pierwszej na mecie sztafety USA[2]
- srebro na Halowych Mistrzostwach Świata w Lekkoatletyce (Walencja 2008)

Rekord życiowy Blackwooda w biegu na 400 metrów wynosi 44,60 i został ustanowiony 20 września 2002 podczas Pucharu Świata w Lekkoatletyce rozegranego w Madrycie.